# Zygmunt Karasiński
Zygmunt Adam Karasiński (ur. 2 maja 1898 w Warszawie, zm. 20 kwietnia 1973 w Kopenhadze) – polski skrzypek, pianista, kompozytor, dyrygent, saksofonista, autor tekstów piosenek. Pionier jazzu w Polsce.

## Życiorys
W dzieciństwie uczył się gry na fortepianie i skrzypcach pod kierunkiem swego ojca, Adama Józefa Karasińskiego, pianisty i kompozytora zwanego „królem polskich walców” (matką była Cecylia Kipman). Później studiował wiolinistykę w Konserwatorium Warszawskim, w klasie Jerzego Jarzębskiego. Podczas studiów nawiązał współpracę z Szymonem Kataszkiem, pianistą. Stworzyli razem duet, w którym występowali nie tylko w Polsce, lecz także za granicą – w Paryżu i Berlinie. Współpracował też z Jerzym Petersburskim.
W latach 1921–1922 występował w wielu krajach Europy jako skrzypek w orkiestrze jazzowej Harry’ego Schpielera. Po powrocie do kraju w 1922 zaczął występować w kawiarni „Ziemiańskiej”, a potem w dancingu Oaza. Następnie stworzył w Gdańsku orkiestrę jazzową wraz z Szymonem Kataszkiem. W 1923 wraz z orkiestrą przeniósł się do Warszawy, gdzie pod nazwą Złoty Jazz lub Jazz d’Or grała ona muzykę jazzową (dixieland) w teatrzykach rewiowych (Morskie Oko, Perskie Oko, Wesoły Wieczór), a także w Operze Warszawskiej.
W latach 1925–1926 prowadził w Krakowie pierwszą polską objazdową rewię jazzową, potem – w latach 1934–1936 koncertował z własną orkiestrą (głównie za granicą – w Europie i na Bliskim Wschodzie). Kiedy przebywał w Paryżu, napisał muzykę do filmu produkcji francuskiej Noc w Balbecku. Później wraz z Kataszkiem stworzył też muzykę do filmów polskich – Każdemu wolno kochać oraz Ostatnia eskapada (pierwszy w reżyserii Mieczysława Krawicza, drugi – W. Serafinowicza). Napisał także wiele kompozycji rozrywkowych i jazzowych. Jego piosenki były bardzo popularne w okresie międzywojennym i miały wielu wykonawców (m.in. Vera Bobrowska, Eugeniusz Bodo, Chór Dana, Tadeusz Faliszewski, Tola Mankiewiczówna, Lucyna Messal, Tadeusz Olsza, Hanka Ordonówna, Zula Pogorzelska, Janina Sokołowska). Niektóre z nich zostały zarejestrowane na przedwojennych płytach.

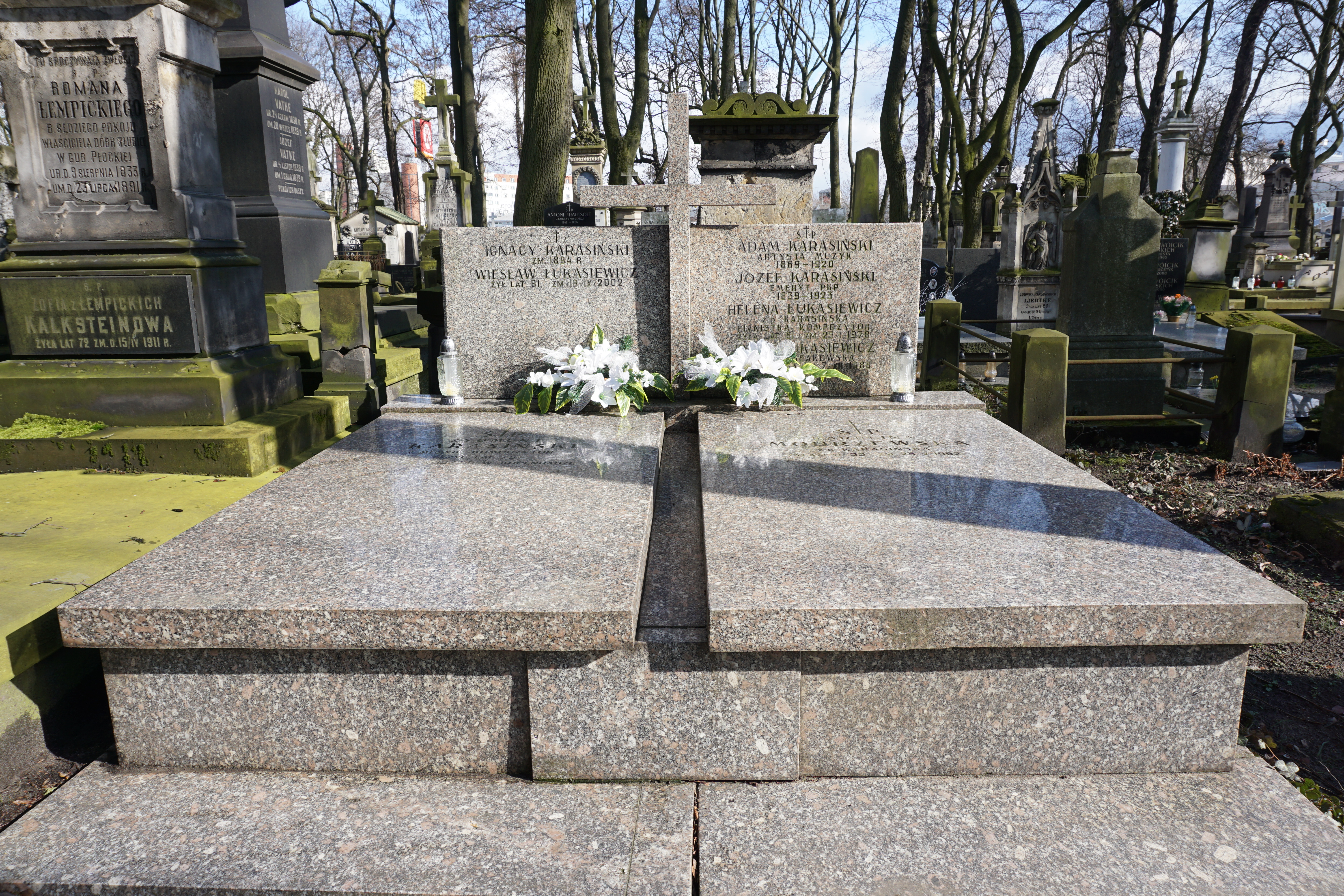
Grób Karasińskich na cmentarzu Powązkowskim

W 1939 stworzył nową orkiestrę, tym razem w Białymstoku, którą później zaopiekował się Adi Rosner. Podczas wojny musiał się ukrywać we Lwowie i Zakopanem. W 1947 utworzył kolejną orkiestrę – Tysiąc Taktów Muzyki Jazzowej. Współpracowali z nim m.in. tacy muzycy, jak: Włodzimierz Bieżan, Elisabeth Charles, René Glaneau, Jeanne Johnstone, Zbigniew Kurtycz, Waldemar Maciszewski, Marian Radzik, Kazimierz Turewicz. Orkiestra ta występowała w prawie całej Polsce z rewiami Melodia i rytm oraz Rytmy świata.
Karasiński współpracował z radiem i telewizją. Oprócz kompozycji dla swoich orkiestr pisał też dla wielu wokalistów. Piosenki z jego muzyką śpiewali m.in. Olgierd Buczek, Cezary, Czerwono-Czarni, Mieczysław Fogg, Ludmiła Jakubczak, Tadeusz Miller, Jerzy Połomski, Sława Przybylska, Rena Rolska, Irena Santor, Ludwik Sempoliński, Jarema Stępowski, Michał Wojnicki.
Po antysemickiej nagonce, która była następstwem wydarzeń marcowych 1968, wyjechał na stałe do Danii, gdzie w 1973 zmarł. Jego symboliczny grób znajduje się na Starych Powązkach (kwatera 159-6-23/24).

## Wybrane piosenki
- „Ben Akiba”
- „Cała Warszawa”
- „Chłopiec czy dziewczyna”
- „Czy pamiętasz tę noc w Zakopanem?” (współaut. S. Kataszek)
- „Czy Pani mieszka sama?” (współaut. S. Kataszek)
- „Deszczowy koncert”
- „François” (nowe opracowanie walca skomponowanego w 1905 przez jego ojca Adama Józefa Karasińskiego)
- „Jest taki ktoś”
- „Jo-jo” (także „Yo-yo”)
- „Każdemu wolno kochać” (współaut. S. Kataszek)
- „Nasze pierwsze dni”
- „Nie patrz na mnie tak”
- „Niezapomniany walc”
- „Pamiętam twoje oczy”
- „Pozdrowienia z gór”
- „Serce matki” (współaut. S. Kataszek)
- „Spotkamy się na Nowym Świecie” (współaut. S. Kataszek)
- „Szemrane tango”
- „Tańcz, Małgorzato”
- „To tylko wiatr”
- „Tylko jedno słowo – kocham”
- „W błękicie oczu twych”
- „Warszawo, piękna Warszawo”

## Odznaczenia
- 1938: Srebrny Krzyż Zasługi